# Agonia sui ghiacci
Agonia sui ghiacci (Way Down East) è un film muto del 1920 diretto da David Wark Griffith con Lillian Gish, versione più nota di quattro adattamenti cinematografici di un melodramma di grande successo di fine Ottocento: Way Down East, scritto da Lottie Blair Parker (con la revisione di Joseph R. Grismer) e prodotto da William A. Brady e Florenz Ziegfeld, restò in cartellone a Broadway dal febbraio al giugno 1898 con protagonista Phoebe Davies nel ruolo di Anna.
Vi erano due versioni mute precedenti (Way Down East di Sidney Olcott del 1908, Way Down East del 1914) e una sonora, Cuori incatenati del 1935, con Henry Fonda. La versione di Griffith è soprattutto ricordata per la sua emozionante scena madre in cui il personaggio di Lillian Gish viene salvato dalla morte in un fiume gelato.
Fu il film col maggiore incasso nell'anno 1920.

## Trama
I ricchi, rappresentati dal bell'uomo di città Lennox, sono incredibilmente egoisti e pensano solo al piacere personale. Anna è una povera ragazza di campagna che Lennox inganna con un falso matrimonio. Quando resta incinta, lui la lascia. Così partorisce sola e chiama il bambino Trust Lennox. Quando il bambino muore, la ragazza vaga finché non trova lavoro con padron Squire Bartlett. David, il figlio di Bartlett, si invaghisce di lei, ma lei lo rifiuta memore dell'esperienza passata. 
In seguito appare Lennox che corteggia un'altra ragazza del luogo, Kate. Vedendo Anna, cerca di allontanarla, ma lei rifiuta di andarsene, anche se promette di non dire nulla sul passato dell'uomo. Infine, Squire Bartlett viene a sapere del passato di Anna da Martha, la pettegola della città. In collera, caccia Anna di casa mentre infuria una tempesta di neve. Prima di andarsene, la fanciulla identifica il rispettabile Lennox come il suo seduttore e il padre del bambino morto. 
Anna si perde nella bufera mentre David la cerca con un gruppo di persone. Nella famosa scena madre, Anna galleggia su un fiume ghiacciato verso una cascata, finché viene salvata all'ultimo momento da David che, nella scena finale, la sposa. Si narrano anche gli amori e i matrimoni di alcuni dei picareschi personaggi che abitano il villaggio.

## Produzione
Griffith acquistò i diritti della storia del film, che era originariamente un'opera teatrale di Lottie Blair Parker. L'attrice gallese Phoebe Davies veniva identificata con l'opera dal 1897, avendo recitato in essa più di 4000 volte fino al 1905, rendendola uno degli spettacoli più famosi degli Stati Uniti. La Davies morì nel 1912, ma aveva portato il dramma in giro per ben oltre dieci anni. L'opera era ritenuta datata al tempo della sua realizzazione cinematografica nel 1920. Si trattava di una storia fuori moda impregnata di ideali ottocenteschi e vittoriani.

## Distribuzione
Malgrado sia stato il film più dispendioso di Griffith, costato 175.000 $ in più de Nascita di una nazione nel 1915, è stato anche uno dei più fortunati in ambito commerciale. Agonia sui ghiacci è il quarto più grande film muto nella storia del cinema, avendo incassato più di 5.000.000 di dollari al botteghino nel 1920.

### Critica
Quando il film fu proiettato a Washington, il critico cinematografico Mark Adamo scrisse nella sua recensione: 
(Mark Adamo)

Il critico Paul Brenner scrisse: 
(Paul Brenner)

Dennis Schwartz apprezzò la Gish nella sua recensione, ma allo stesso tempo criticò il film, scrivendo: 
(Dennis Schwartz)
Paul Rotha, come si può leggere nella Storia del cinema aggiornata da Richard Griffith, ha scritto: 
(Paul Rotha e Richard Griffith)

## Versioni cinematografiche
- Way Down East, regia di Sidney Olcott, con Gene Gauntier (1908)
- Way Down East, prodotto dalla Solax Film Company (1914)
- Agonia sui ghiacci (Way Down East), regia di David Wark Griffith, con Lillian Gish (1920)
- Cuori incatenati (Way Down East), regia di Henry King, con Rochelle Hudson (1935)